# Соколиця (Нижньосілезьке воєводство)
Соколиця (пол. Sokolica, нім. Zaughals) — село в Польщі, у гміні Нова Руда Клодзького повіту Нижньосілезького воєводства.
Населення — 74 особи (2011).
У 1975-1998 роках село належало до Валбжиського воєводства.

## Демографія
Демографічна структура станом на 31 березня 2011 року:
|          | Загалом | Допрацездатний вік | Працездатний вік | Постпрацездатний вік |
| -------- | ------- | ------------------ | ---------------- | -------------------- |
| Чоловіки | 32      | 4                  | 26               | 2                    |
| Жінки    | 42      | 7                  | 26               | 9                    |
| Разом    | 74      | 11                 | 52               | 11                   |